# Dussart surveille la télé
Pour les articles homonymes, voir DST (homonymie).
Dussart surveille la télé (DST) est un programme court diffusée du 29 octobre 2012 au 16 juin 2013 sur France 4.

## Concept
L'émission est dérivée de Touche pas à mon poste ! : DST a été créée par Éric Dussart après que TPMP ait quitté France 4 pour D8 le 8 octobre 2012. La première émission a été diffusée le 29 octobre 2012 à 20h15.
L'émission a pour slogan : « Du décryptage, de l’espionnage, de l’humeur, de l’humour voici la mission quotidienne de notre agent secret ». Éric Dussart revet donc le costume d'agent secret et "surveille" l'actualité télé de la semaine.
L'émission est découpée en plusieurs séquences : entre autres le « Vite Fait » (en 2 parties), le « WOW » et le « Goldeneye ».
Depuis la nouvelle formule (le 12 janvier 2013), tourné au Studio 51 un invité est présent sur le plateau pendant toute la durée de l'émission.

## Invités
- 13 janvier 2013 : Patrick Sabatier
- 20 janvier 2013 : Cyril Féraud
- 27 janvier 2013 : Jean-Pierre Coffe
- 3 février 2013 : André Manoukian
- 10 février 2013 : Tex
- 17 février 2013 : Mireille Dumas
- 24 février 2013 : Stéphane Bern
- 1er mars 2013 : Isabelle Morini-Bosc & Évelyne Thomas
- 8 mars 2013 : Catherine Laborde & Claire-Élisabeth Beaufort
- 15 mars 2013 : Audrey Pulvar
- 22 mars 2013 : Françoise Laborde & Myriam Abel
- 31 mars 2013 : Nelson Monfort & Philippe Candeloro

- 5 mai 2013 : Roselyne Bachelot & Anthony de La Belle et ses princes presque charmants
- 12 mai 2013 : Élodie Gossuin & Alban Bartoli

- 16 juin 2013 : Jean-Luc Reichmann & Passi

## Fiche technique
- Producteur : Michael Muller
- Sociétés de production : Swissmadprod, France Télévisions
- Réalisation : Dimitri Dalipagic
- Animateur : Éric Dussart
- Direction Administrative : Dominique Bourqui
- Direction de Production : Fabien Charles
- Assistant de Production : Pierre Bonneyrat
- Coordination : Clothilde Lepas
- Directeur de la photographie : François Roux
- SteadyCam : Alexandre Gamot
- Cadreurs : Steve Lafuma, Adrien Gil
- Pupitreur : Patrick Gomes
- Electro : Massi Zermani, Mathieu Zanatta
- Ingénieur du son : Ali Bouakline, Thibaud Silvestre
- Prompteur : Thibaut Lacombe, Logan Belmont, Leo Graziani
- Montage : Elie Arki, Nicolas Chavanne, Anthony Wavermans
- Maquillage : Lauriane Leleannec
- Chauffeur de salle : Djamel Khattab
- Programmation : Danielle Moreau
- Décor : Christian Maury
- Moyens Technique : Studio 51
- Responsable Technique : Steve Lafuma